# Johannes Ludwig Heinrich Möller

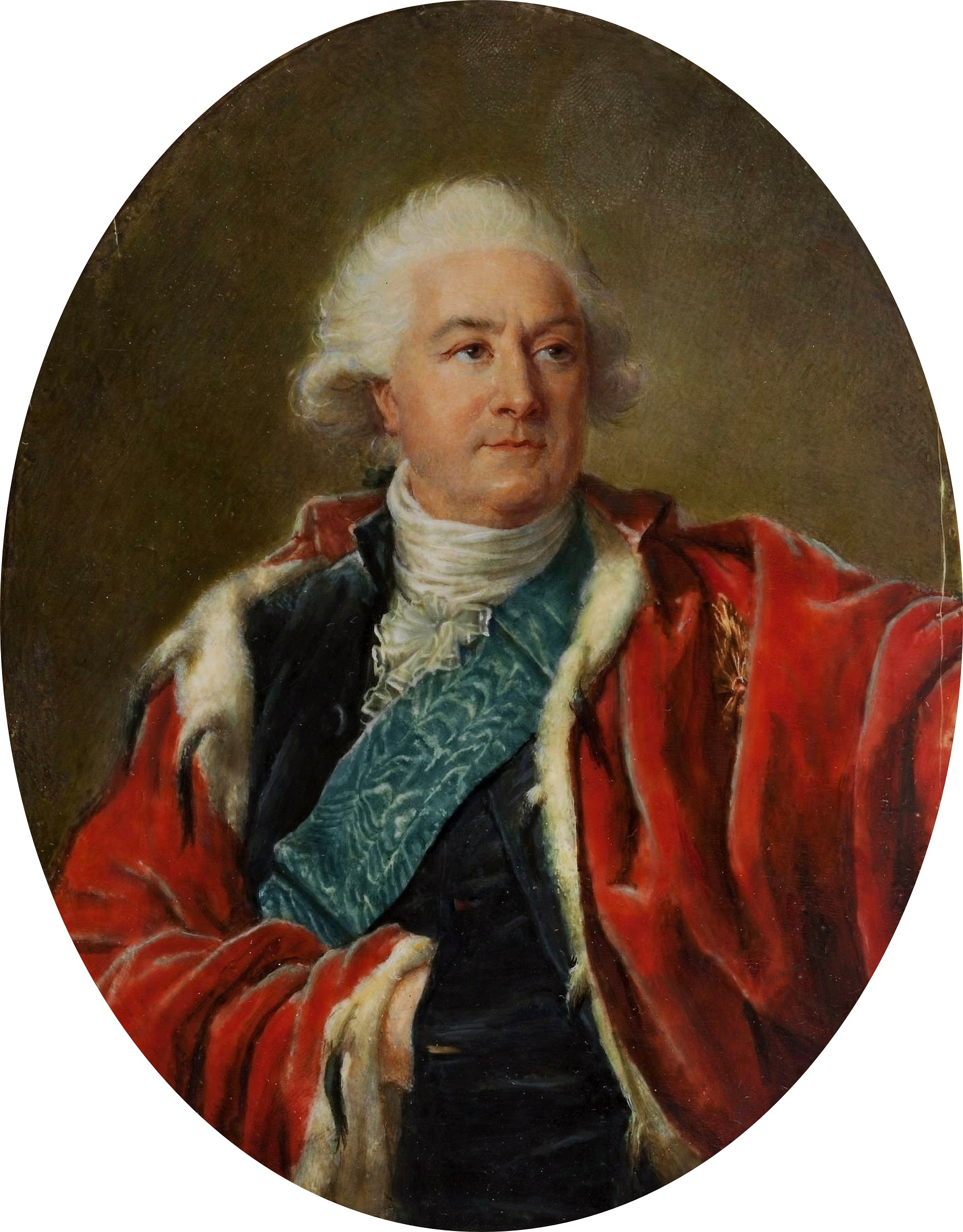
Miniatur von Stanislaus August Poniatowski, von Johannes Ludwig Heinrich Möller, 1850, Nationalmuseum in Warschau

Johannes Ludwig Heinrich Möller (* 8. Oktober 1814 in Lübeck; † 31. Oktober 1885 in London) war ein deutscher Miniaturmaler.

## Leben
Um 1835 war Möller Schüler von Friedrich Carl Gröger und Heinrich Jacob Aldenrath in Altona. Ab 1836/37 bis 1839/40 studierte er an der Akademie der Schönen Künste in Kopenhagen, 1837 bis 1839 reiste er durch Norwegen und Schweden. In den Jahren 1840/41 fand ein erster Parisaufenthalt mit privater Unterstützung des dänischen Königs Christian VIII. statt, 1842–1844 ein zweiter Parisaufenthalt. Möller war dort Schüler in den Ateliers von Théodore Gudin und Paul Delaroche. 1845 war er erneut in Paris, wo er 1843–1845 und 1847 am Pariser Salon teilnahm. Zwischen 1844 und 1848 war er dänischer Hofminiaturmaler in Kopenhagen, 1844 erfolgte die Ernennung zum Mitglied der dortigen Kunstakademie und die Erlangung des dänischen Bürgerrechts. 1848 bis 1850 führte er in Stockholm Porträts der schwedischen Königsfamilie aus und war anschließend 1850 bis 1859 in London ansässig, wo er 1851 bis 1873 an Ausstellungen der Royal Academy teilnahm. 1859 bis 1861 folgte ein Aufenthalt in Sankt Petersburg und um 1860 die Ernennung zum Mitglied der Russischen Kunstakademie. Möller ließ sich 1861 endgültig in London nieder.

## Werke (Auswahl)
- Une petite fille avec un chien, d’après M. Gué, miniature, Verbleib unbekannt (ebd., Nr. 2066, 2°)
- Portrait de Mlle S..., miniature, Verbleib unbekannt (ebd., Nr. 2066, 3°)
- Portrait de S. M. le roi de Danemark, Verbleib unbekannt, miniature (Salon 1845, Nr. 1943)
- Portrait de M. M..., miniature, Verbleib unbekannt (Salon 1845, Nr. 1944)
- Trois portraits, miniatures, Verbleib unbekannt (Salon 1847, Nr. 1901).